# Місак Мецаренц
Місак Мецаренц (зах.-вірм. Միսաք Մեծարենց, справжнє прізвище Мецатурян, січень 1886, Бінкян, Харбердський вілаєт, Османська імперія — 5 липня 1908, Константинополь) — вірменський ліричний поет.
1894 року разом із сім'єю переїхав у Сівас (Себастію), де пішов до школи, потім до 1902 року навчався в школі-інтернаті в Мерзіфоні (Марзвані), в 1902–1905 роках — у Константинополі, після чого припинив освіту через туберкульоз. Помер 1908 року у віці 22 років. За життя опублікував дві книги віршів: «Веселка» («Дзіадзан») і «Нові пісні» («Нор дахер»), обидві 1907 року. Місак Мецаренц знав французьку мову і читав французьку літературу в оригіналі; поезія французького символізму справила великий вплив на його творчість.
Поезія Місака Мецаренца близька до романтизму. Поет ідеалізує природу і протиставляє її сучасному міському життю. Значне місце в його творах займає тема любові.
Вірші Мецаренца перекладав Валерій Брюсов. Поряд з перекладами інших вірменських поетів Нового часу, він включив переклади з Місака Мецаренца в антологію «Поезія Вірменії з найдавніших часів до наших днів».

## Твори
Творче життя Мецаренца тривало всього 5 років. Перший його вірш опубліковано 1903 року, а останній він диктував одному зі своїх родичів вже перебуваючи в передсмертному стані у ліжку. Проте писати він почав набагато раніше. 1901 року він вже завершив роботу над своєю першою збіркою віршів «Биття» (вірм. Բաբախումներ), який так і не побачив світ за життя автора.
Перша друкована збірка Мецаренца «Веселка» (вірм. Ծիածան) побачила світ навесні 1907-го. Вона складалася всього з 38 ліричних пісень, але незважаючи на це викликала бурхливі відгуки з боку громадськості і критиків. Відгуки критиків були як позитивні, так і негативні. І оскільки ще до публікації збірки Мецаренц вже передчував, що його можуть неправильно зрозуміти критики, він пише самокритичну статтю («Ինքնադատության փորձ մը «Ծիածան»ին առիթով»), присвячену своїй збірці, де детально розбирає свої твори, а також ділиться з читачем своїми літературними поглядами.